# Saint-Chef
Saint-Chef este o comună în departamentul Isère din sud-estul Franței. În 2009 avea o populație de 3.449 de locuitori.

## Evoluția populației
| An        | 1975  | 1982  | 1990  | 1999  | 2006  | 2009  |
| --------- | ----- | ----- | ----- | ----- | ----- | ----- |
| Populație | 1.487 | 1.798 | 2.309 | 2.892 | 3.268 | 3.449 |